# 2014年中国大陆矿难列表
本条目旨在列举发生在2014年中国大陆的较重大矿难。据中国大陆官方统计，2014年中国大陆共有931人死于煤矿矿难。

## 3月
- 3月21日，河南汝州平煤神马集团梨园矿长虹公司发生一起重大煤与瓦斯突出事故，造成13名矿工遇难。[2]
- 3月27日，河南义煤集团公司千秋煤矿21032回风上山掘进头发生冲击地压事故，造成6人死亡。[3]

## 4月
- 4月7日，云南曲靖市麒麟区东山镇下海子煤矿一采区发生透水事故，造成至少21人死亡。[4]
- 4月18日，贵州盘县湾田煤矿事故，造成7人死亡、1人受伤。[5]
- 4月21日，云南曲靖富源县红土田煤矿瓦斯事故，造成14人死亡。[6]

## 5月
- 5月14日，中煤陕西榆林能源化工有限公司大海则煤矿发生一起重大溜灰管坠落事故，造成13人死亡、16人受伤，直接经济损失2933万元人民币。[7]
- 5月25日，贵州省六盘水市水城县玉舍镇发生一起煤与瓦斯突出事故，造成至少6人死亡。[8]

## 6月
- 6月3日，重庆南桐矿业公司砚石台煤矿重大瓦斯事故，造成22人死亡。[9]
- 6月11日，贵州六枝特区一煤矿发生煤与瓦斯突出事故，造成10人死亡。[10]

## 7月
- 7月5日，新疆大黄山煤矿瓦斯爆炸，造成17人死亡。[11][12]
- 7月23日，湖南蒲溪井瓦斯爆炸事故，造成5人死亡。[13][14]

## 8月
- 8月14日，黑龙江省鸡西市城子河区安之顺煤矿发生透水事故，造成16人死亡，直接经济损失1860万元人民币。[15][16]
- 8月19日，安徽淮南市东方煤矿非法越界区域发生重大瓦斯爆炸事故，造成27人死亡、1人受伤，直接经济损失4511.05万元。[17]
- 8月22日，重庆市南川区东胜煤矿东翼5680采煤工作面采空区冒落，造成5人死亡。[18][19]

## 10月
- 10月5日，贵州省毕节市黔西县的新田煤矿发生煤与瓦斯突出事故，造成10人死亡、11人受伤。[20][21]
- 10月13日，中煤能源新疆天山煤电有限责任公司在建106煤矿发生井下巷道顶板冒落事故，造成9人死亡、1人受伤。[22][23]
- 10月24日，新疆乌鲁木齐市米东区铁厂沟镇一煤矿发生采空区冒落事故，致16人遇难、11人受伤。[24]

## 11月
- 11月24日，四川宣汉上峡丁木沟煤矿发生事故，造成5人死亡、2人受伤。[25]
- 11月26日，辽宁阜新矿业恒大煤业公司发生重大煤尘爆炸燃烧事故，造成28人死亡、50人受伤。[26]
- 11月27日，贵州省盘县松河乡松林煤矿矿难，造成11人死亡、8人受伤。[27]

## 12月
- 12月14日，黑龙江省鸡西市鸡东县兴运煤矿发生瓦斯爆炸事故，造成10人死亡。[28]